# 王树理
王树理（1951年—），经名奥斯曼，男，回族，山东商河人，中华人民共和国政治人物、作家、伊斯兰教人物，曾任山东省发展和改革委员会副主任、中国伊斯兰教协会副会长。现任中国伊斯兰教协会监事会副监事长。第十二、十三届全国政协委员。